# Luis Navarro Amorós
Luis Navarro Amorós (Novelda, 3 de enero de 1929 - 15 de mayo de 2011) fue un ciclista valenciano que corrió durante los primeros años de la década de 1950. En su corto palmarés destaca la victoria en una etapa de la Vuelta a España.

## Palmarés
- 1950
  - Vencedor de una etapa en la Vuelta a España
- 1951
  - Vencedor de una etapa en la Volta a Cataluña
- 1952
  - 1º en el Circuito de Ribera del Xaló

### Resultados en la Vuelta en España
- 1950. 23º de la clasificación general. Vencedor de una etapa